# 경주 오르골 소리박물관
경주오르골소리박물관은 경상북도 경주시 서라벌대로 420(율동)에 위치한 경주IC 휴게소 내에 있다. 2009년 4월 25일 개관하여, 400여m2 규모의 박물관 내에서 유럽의 엔틱 오르골들의 스테인웨이 자동연주 피아노, 에디슨 축음기 100여점, 스위스에 들여온 뮤직박스 등을 전시하고 있다.